# Hästskoklöver
Hästskoklöver (Hippocrepis comosa) är en ärtväxtart som beskrevs av Carl von Linné. Enligt Catalogue of Life ingår Hästskoklöver i släktet hästskoklövrar och familjen ärtväxter, men enligt Dyntaxa är tillhörigheten istället släktet hästskoklövrar och familjen ärtväxter. IUCN kategoriserar arten globalt som livskraftig. Arten förekommer tillfälligt i Sverige, men reproducerar sig inte. Inga underarter finns listade i Catalogue of Life.

## Bildgalleri

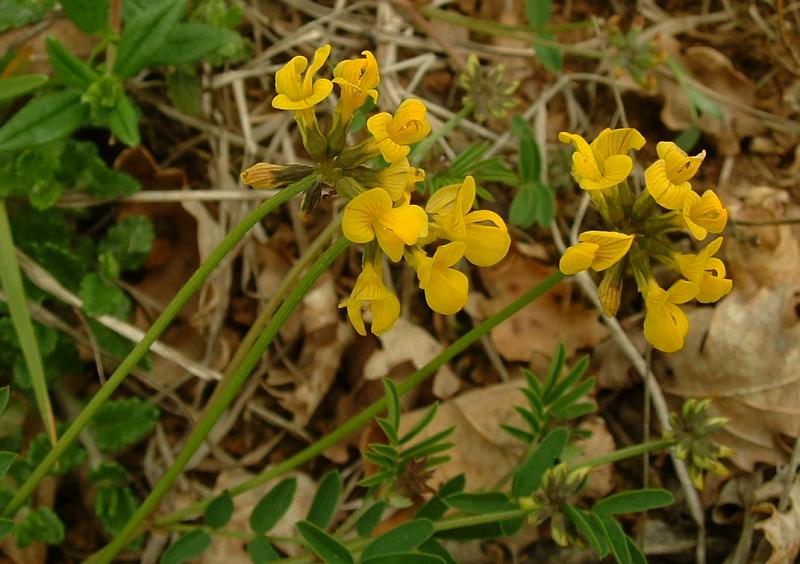
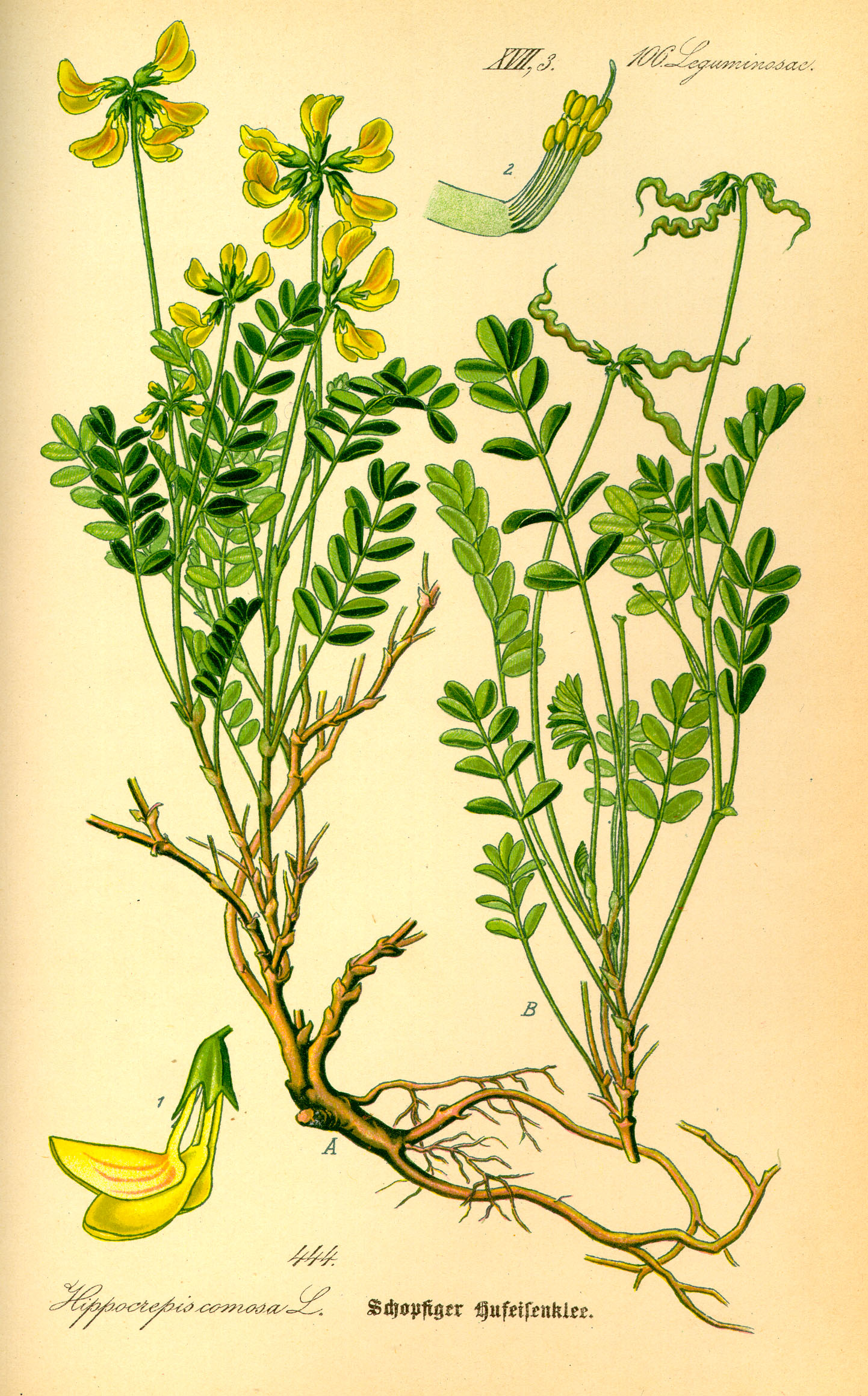
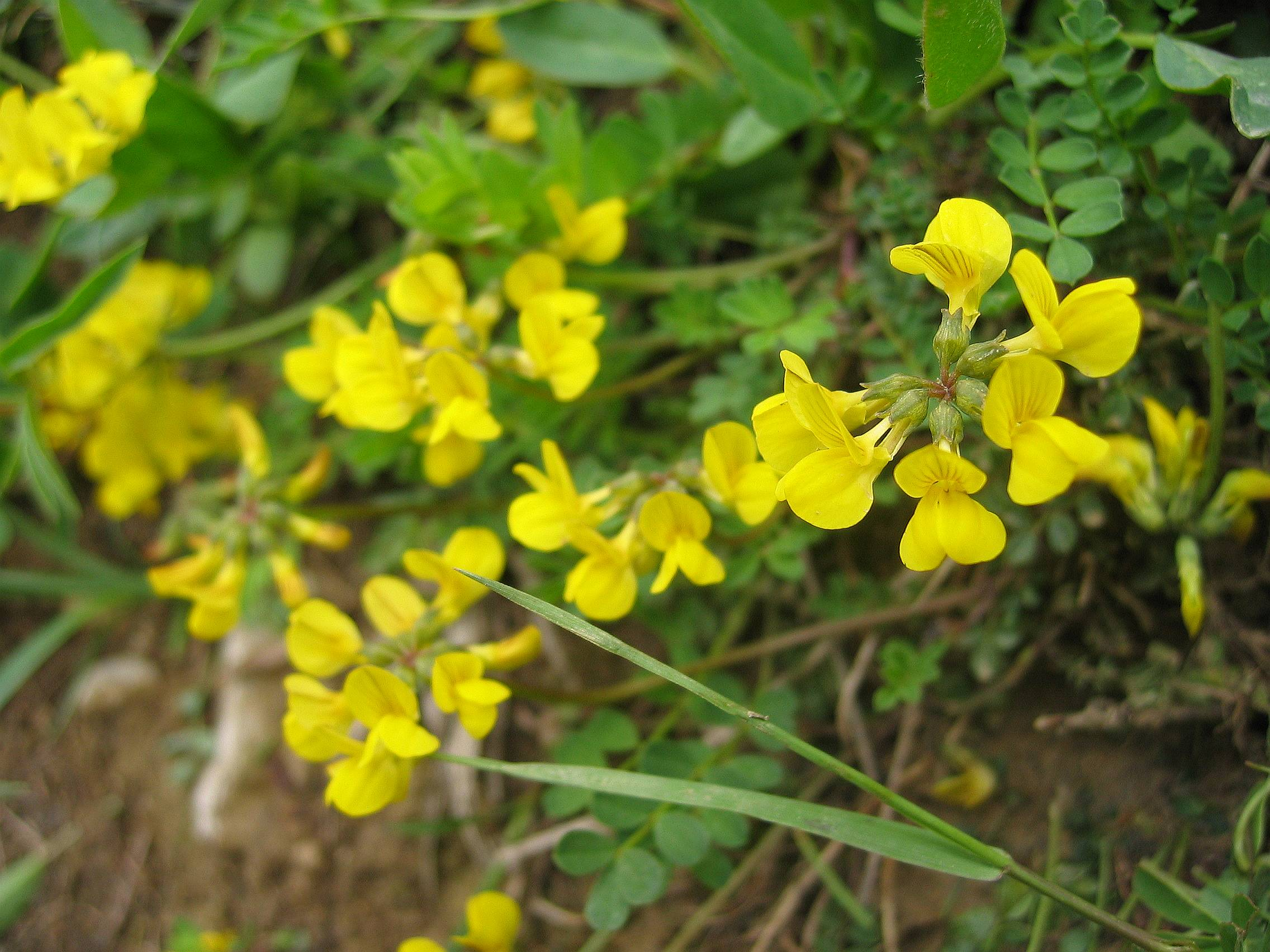
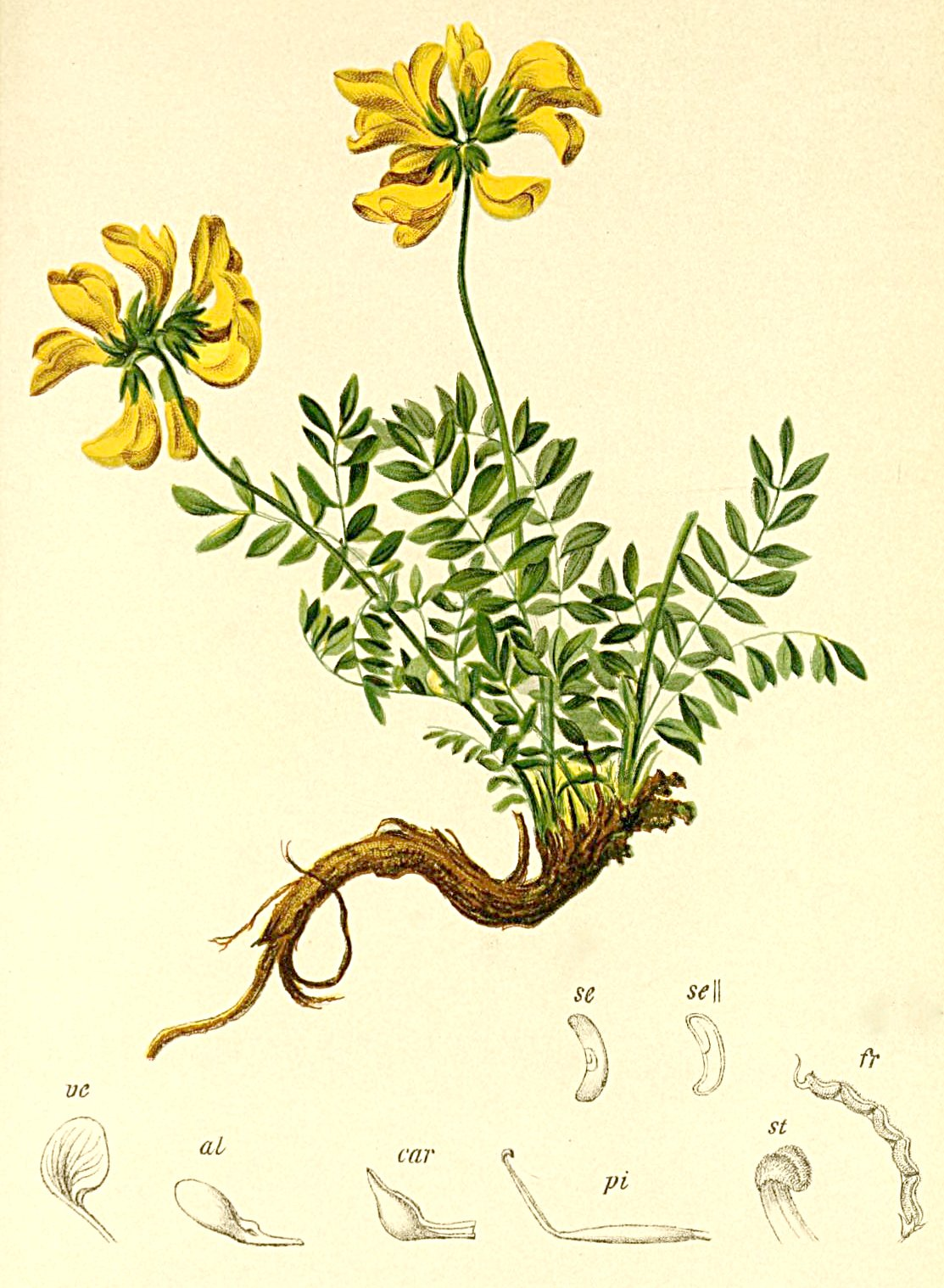
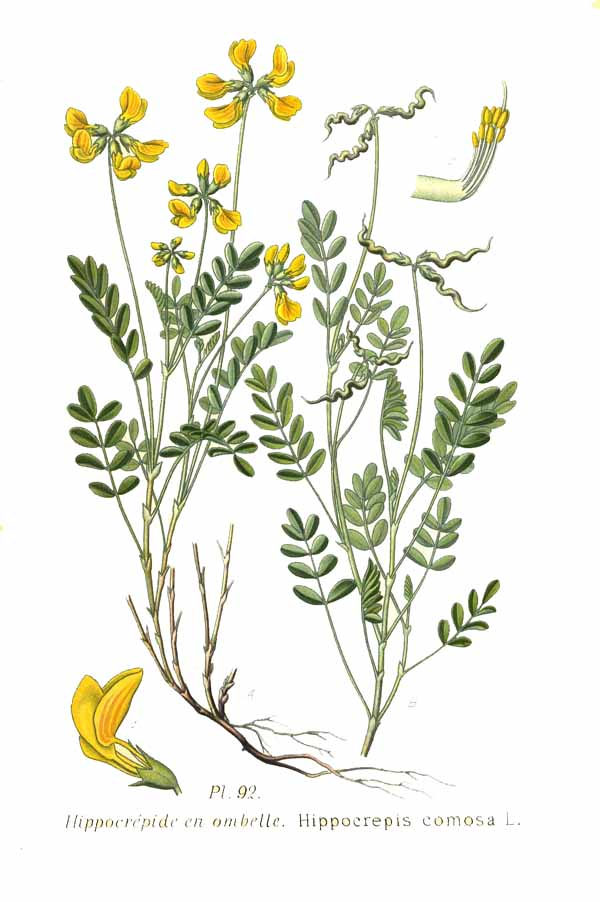
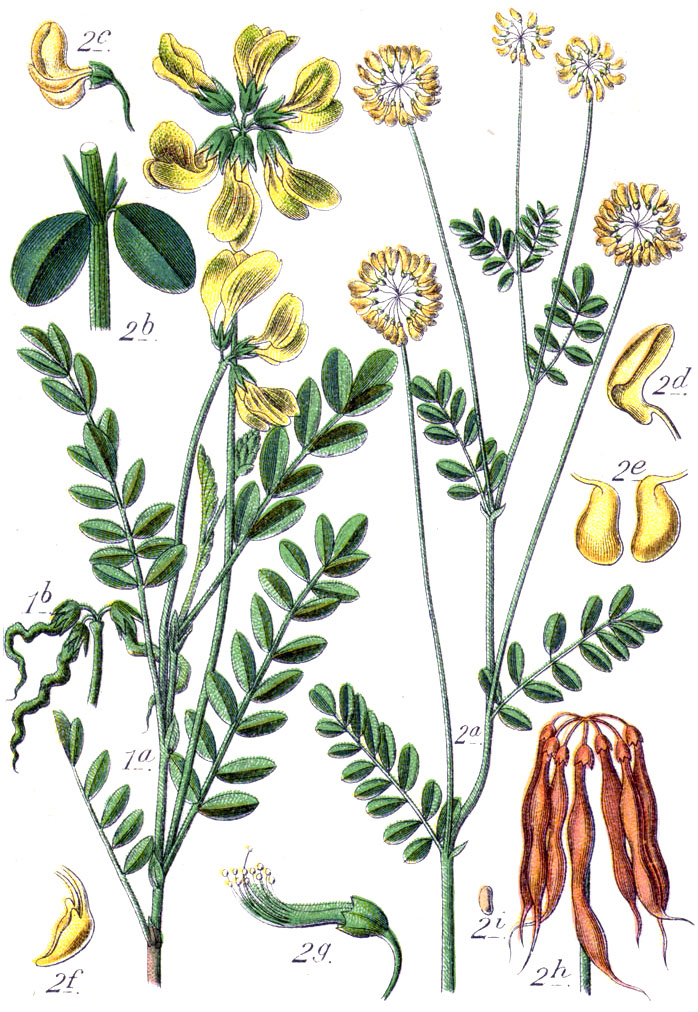